# Kanshi (poésie)
Kanshi (漢詩), du chinois simplifié : 汉诗 ; chinois traditionnel : 漢詩 ; pinyin : hànshī ; litt. « poésie han » est un terme japonais qui désigne la poésie chinoise de culture han en général ainsi que la poésie écrite en chinois par les poètes japonais. Il signifie littéralement « poésie Han ». Le kanshi est la forme poétique la plus populaire au début de l'époque de Heian auprès des aristocrates japonais et se perpétue jusqu'à l'époque moderne.

## Histoire
Le plus ancien recueil de kanshi est le Kaifūsō, compilé en 751. Le Kaifūsō est également une des plus anciennes œuvres de la littérature japonaise et, selon Judith Rabinovitch et Timothy Bradstock, c'est une collection de vers occasionnels allant de 672 à 751. Le compilateur du Kaifūsō peut être Omi no Mifune, Isonokami no Yakatsugu ou le prince Shirakabe et Fujiwara no Satsuo. Trois anthologies impériales de kanshi sont compilées au cours du IXe siècle : le Ryōunshū de 814, le Bunka shūreishū de 818 et le Keikokushū de 827. De fait, le kanshi occupe une place plus importante que la forme native du waka jusqu'à la publication de la collection Kokin wakashū en 905. Même avant le début de l'époque de Heian, le mot shi (詩) qui signifie « poésie » est automatiquement interprété comme désignant le kanshi, tandis que les caractères ka/uta (歌) des wakas (和歌) renvoient à la poésie japonaise proprement dite.
Le Shi Jing, recueil des grands poètes chinois des six dynasties et de la dynastie Tang, comme Bai Juyi et d'autres, influencent les poètes japonais kanshi de l'époque, et lorsque les Japonais rencontrent des diplomates étrangers, ils communiquent dans l'écriture chinoise. Certains vont en Chine pour des études ou des relations diplomatiques et se forment auprès de poètes chinois tels que Li Bai et Du Fu. Parmi les importants poètes kanshi de l'époque de Heian se trouvent Kūkai, qui apprend à parler couramment chinois au cours de son séjour d'étude en Chine, Sugawara no Michizane, qui n'étudie pas en Chine mais possède une bonne connaissance du chinois et Shimada no Tadaomi, parmi beaucoup d'autres. L'empereur Saga est un poète kanshi notable, qui ordonne même la compilation de trois anthologies de kanshi, qui sont les trois premières anthologies impériales. Les collections privées de poésie chinoise sont également à noter. L'une d'entre elles combine les kanshi et les wakas: cf. le Wakan rōeishū.
La composition en kanshi ne se limite pas au Japon médiéval. Au cours de l'époque d'Edo et du début de l'ère Meiji de nombreux bunjin (文人) ou « hommes de lettres » formés à la philosophie du néoconfucianisme composent des kanshi. Malgré la fascination des Japonais pour la littérature européenne au début du XXe siècle, la plupart des « nouveaux géants de la littérature » de l'époque, (par exemple Natsume Sōseki) composent des kanshi.
Le général Maresuke Nogi est un poète de kanshi reconnu. Au cours de la Seconde Guerre mondiale, la propagande militariste japonaise encourage l'étude et la composition de kanshi car il est considéré comme un stimulant de  l'« esprit martial ». Après 1945, l'étude du kanshi diminue de façon constante à mesure que le système scolaire est modifié par la politique de l'occupant américain. De nos jours, les kanshi sont généralement étudiés dans les classes de niveau supérieur des écoles secondaires, mais seulement « en passant ». Les amateurs du shigin maintiennent aussi la tradition du chant mais ils sont peu nombreux.

## Formes
Les kanshi comportent de multiples formes, mais les plus notables comptent 5 ou 7 syllabes en quatre ou huit vers. Les poètes japonais de kanshi sont habiles à composer selon les strictes règles de rimes du lüshi (en) (律詩) et du jueju (絕句), les deux formes de vers réglés les plus populaires durant la dynastie Tang en Chine.